# Sambalpur (stato)
Lo stato di Sambalpur (noto anche come Hirakhand) fu uno stato principesco del subcontinente indiano, avente per capitale la città di Sambalpur.

## Storia

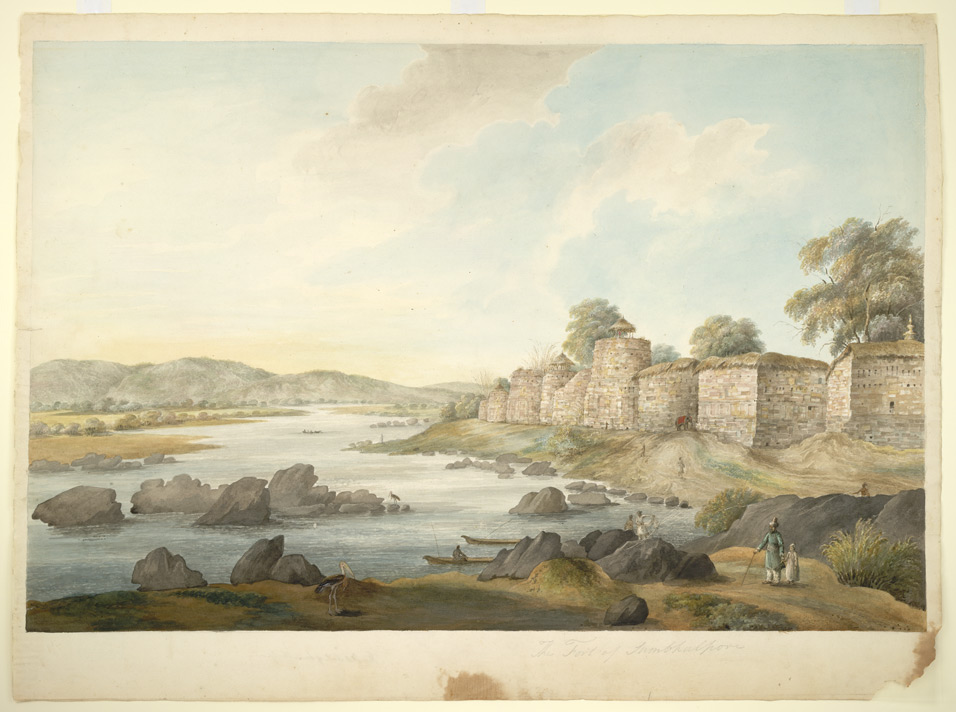
L'antico forte di Sambalpur nel 1825

Lo stato di Sambalpur venne fondato nel 1570 da Balarama Deva, un rajput del clan Chauhan e fratello minore del sovrano di Patna, il raja Narsingh Deva.
Lo stato di Sambalpur aveva alle proprie dipendenze diciotto feudi vassalli. I sovrani di Sambalpur furono da sempre alleati dei raja di Sarangarh nel corso delle loro campagne militari. Sino all'anno 1800 regnarono i Chauhan, ai quali poi subentrarono i Bhonsle dello stato di Nagpur.
Sambalpur venne invaso ed occupato dai maratha tra il 1808 ed il 1817. Dopo la terza guerra anglo-maratha del 1817, gli inglesi restituirono Sambalpur al suo legittimo sovrano, Jayant Singh, il quale perdette però gli storici feudi. Lo stato dal 1818 al 1820 venne posto sotto la diretta amministrazione britannica in forma di protettorato. Quando il raja morì senza eredi maschi nel 1849, gli inglesi si impossessarono del territorio sulla base della dottrina della decadenza.
Nel 1857 durante i moti indiani vi fu una ribellione nel Sambalpur guidata da Surendra Sai, dell'ex famiglia reale. Gli ammutinati ruppero le sbarre della prigione di Hazaribagh, dove Surendra Sai era incarcerato e rilasciarono con lui tutti i prigionieri presenti. Surendra Sai combatté contro gli inglesi una volta raggiunta la capitale Sambalpur, arrendendosi però a loro quando questi soppressero la rivolta. Nel 1858 Sambalpur tornò sotto l'amministrazione britannica e nel 1862 venne trasferita sotto l'autorità delle Province Centrali.

### Governanti
I sovrani di Sambalpur portavano il titolo di raja.

#### Raja
- Balarama Deva (1570 - 1595)
- Hrdayanarayana Deva (1595 - 1605)
- Balabhadra Deva (1605 - 1630)
- Madhukar Deva (1630-1660)
- Baliara Deva (1650-1688)
- Ratan Singh (1688 - 1690)
- Chhatra Sai (1690 - 1725)
- Ajit Singh (1725 - 1766)
- Abhaya Singh (1766-1778)
- Balabhadra Singh (1778 - 1781)
- Jayanta Singh (1781 - 1818)
- Maharaj Sai (1820 - 1827)
- Rani Mohan Kumari (f) (1827 - 1833)
- Narayan Singh (1833 - 1849)